# Antonio de Mendoza

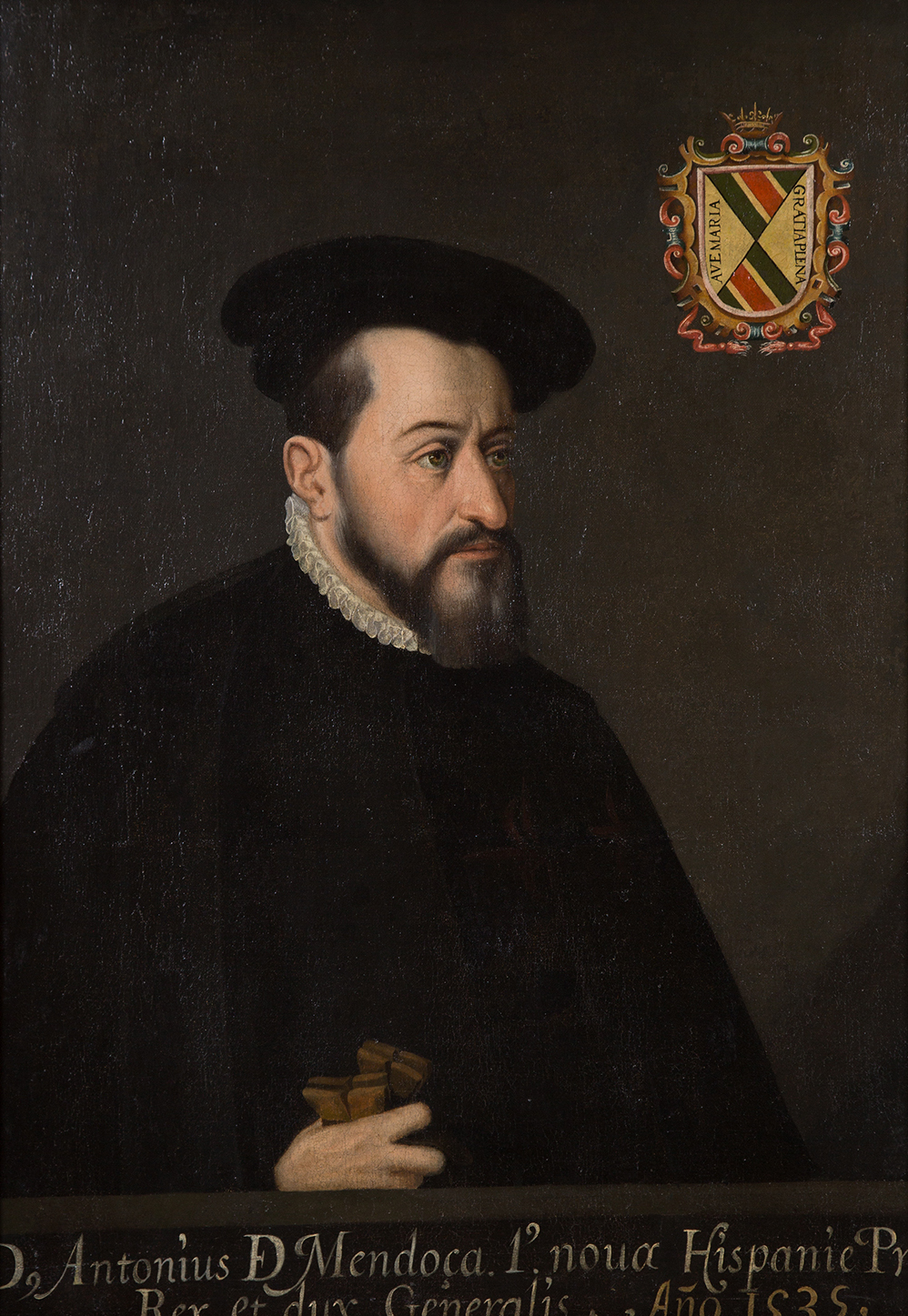
Antonio de Mendoza (1535)

Antonio de Mendoza y Pacheco (* ca. 1490 in Alcalá la Real; † 21. Juli 1552 in Lima) war 2. Marqués von Mondéjar und in den Jahren 1535 bis 1550 erster Vizekönig von Neuspanien sowie vom 23. September 1551 bis 21. Juli 1552 zweiter Vizekönig von Peru.

## Leben

### Familie
Antonio de Mendoza war Sohn des ersten Marqués de Mondéjar Íñigo López de Mendoza y Quiñones (1440–1515) und seiner zweiten Frau Francisca Pacheco Portocarrero (* ca. 1440), einer Tochter des Juan Pacheco und der María Portocarrero Enríquez, VI señora de Moguer y Villanueva del Fresno. Er entstammte mithin hochrangigen Adelsfamilien, deren Mitglieder häufig militärische Laufbahnen einschlugen oder in den Staatsdienst gingen. Er selbst war verheiratet mit Catalina de Vargas, der Tochter von Francisco de Vargas, dem Ratgeber (contador mayor) der Katholischen Könige; mit ihr hatte er drei Kinder: Íñigo, Francisca und Francisco.

### Ernennung zum Vizekönig von Neuspanien

Flagge von Neuspanien

Mendoza war nicht die erste Wahl von Karl V. für das neugeschaffene Amt des Vizekönigs von Neuspanien: Erst nachdem drei hohe Adlige die Ernennung abgelehnt hatten, wurde das Amt von Antonio de Mendoza akzeptiert. Er hatte zuvor bereits als Botschafter in Ungarn, Italien und Deutschland gearbeitet und erwies sich als kluger Administrator. Seine Aufgabe war insofern schwierig, als sie von ihm verlangte, im Namen Karls V. zu regieren, ohne sich Hernán Cortés zum Feind zu machen. Dass Cortés vom Kaiser nur zum militärischen Oberbefehlshaber und Generalkapitän von Neuspanien sowie zum Marqués del Valle de Oaxaca ernannt worden war, stellte für ihn, der das Aztekenreich erobert hatte, eine Degradierung dar. So versuchte Cortés bis zu seinem Lebensende vergeblich, bei Karl V. seine Ernennung zum Gouverneur oder sogar zum Vizekönig von Neuspanien durchzusetzen. Gegen Mendoza stand die Riege der Konquistadoren, die sich als die neue Aristokratie betrachteten und Besitztümer und Privilegien aller Art zusammengerafft hatten. Ihnen musste Mendoza Grenzen setzen, die Indígenas vor Ausbeutung schützen, eine Verwaltung des Vizekönigreiches aufbauen und für Einnahmen für die spanische Krone sorgen. Zielstrebig und mit Bedacht beschnitt Mendoza – Schritt für Schritt – Cortés’ Spielräume.

### Die Suche nach den sieben goldenen Städten von Cibola
Mendoza wie auch Cortés wollten die reichen Städte des Nordens finden und erobern, von denen Cabeza de Vaca im Jahr 1536 bei seiner Rückkehr aus Florida erzählt hatte. Dessen Berichte wurden verfälscht verbreitet und lösten große Erwartungen aus. Es entstand die Legende von den Sieben goldenen Städten von Cibola. Cortés versuchte es auf dem Seeweg, entlang der mexikanischen Westküste. Mendoza schickte im Jahr 1539 den Franziskaner Marcos de Niza auf dem Landweg in den Norden. Er sollte die Städte finden und später einer Expedition den Weg dorthin zeigen. Nach der Rückkehr von Marcos de Niza schickte Mendoza seinen Freund Francisco Vásquez de Coronado (1540–1542) mit einer Armee in den Norden. Er sollte die Sieben goldenen Städte von Cibola in das Reich der Spanier eingliedern. Mendoza hatte viel Geld in die Entdeckungsreise investiert. Doch die Expedition in den Norden erwies sich als finanzielles Fiasko, da die Spanier kein Gold fanden und die Städte der Pueblo-Indianer so arm und abgelegen waren, dass es sich nicht lohnte, sie zu halten.

### Mixtón-Krieg und weitere Expeditionen
Nach Coronados Abreise, der zu seiner Unterstützung einen Großteil der spanischen Soldaten in Nueva Galicia (Neu-Galicien) abgezogen hatte, brach dort ein Aufstand (Mixtón-Krieg) aus, ausgelöst durch die Grausamkeiten und Verbrechen des Konquistadors Nuño Beltrán de Guzmán. Nach mehreren Fehlschlägen seiner Hauptleute musste sich Antonio de Mendoza selbst um die militärische Lösung des Problems kümmern. Mit 450 Spaniern und ca. 30.000 verbündeten Azteken und Tlaxcalteken schlug er den Aufstand im Jahr 1541 nieder.
In den Jahren 1542 und 1543 sandte der Vizekönig Juan Rodríguez Cabrillo an der pazifischen Küste entlang in Richtung Norden, auf eine weitere Entdeckungsreise. Daneben beauftragte er die Entdeckungsreise von Ruy López de Villalobos zu den Philippinen, ebenfalls in den Jahren 1542 und 1543.

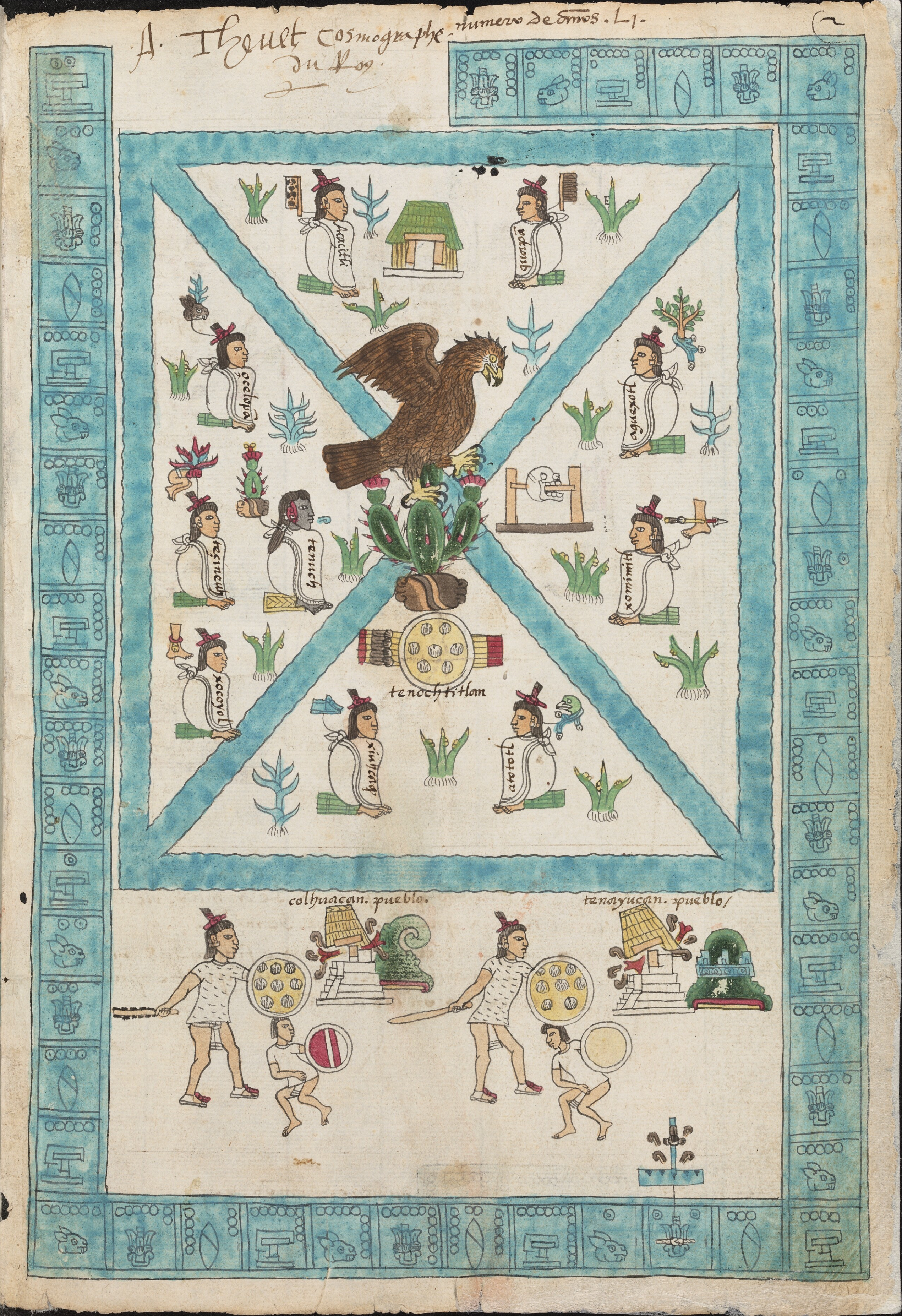
Codex Mendoza

### Bildung
Antonio de Mendoza und Bischof Juan de Zumárraga taten viel für die Bildung in Mexiko. Sie richteten zwei Universitäten ein: das Colegio de la Santa Cruz in Tlatelolco (1536) und die Universidad Nacional Autónoma de México (21. September 1551), bei der die Universität von Salamanca als Vorbild diente. Diese Universitäten waren gemeinsam mit der Universität in Lima die ersten in Amerika. Über die Missionare und deren Bildungseinrichtungen begann sich die spanische Sprache in Mesoamerika zu verbreiten. Auf seinen Befehl wurde die erste Druckerpresse der Neuen Welt 1539 in Mexiko durch den Drucker Juan Pablos (Giovanni Paoli) in Betrieb genommen.
Der Codex Mendoza wurde von ihm in Auftrag gegeben und auch nach ihm benannt.

### Macht und Ohnmacht der Krone
Am 25. März 1544 veröffentlichte Vizekönig Mendoza die Leyes Nuevas, die der Reformer Frey Bartolomé de las Casas angeregt hatte. Sie sollten die Notlage der Indios unter dem Encomienda-System erleichtern. Mendoza sah sehr wohl, dass er außer Stande war, die Gesetze gegen den Willen der Opposition der Encomenderos sofort durchzusetzen. Deshalb führte er sie nur in Etappen ein. Als ihn Nachrichten aus dem Vizekönigreich Peru erreichten, die von einem dortigen Bürgerkrieg nach ähnlichen Reformen berichten, ließ er die Gesetze wieder aufheben.
Mendoza tat viel, um das Los der Indígenas zu verbessern, und berief dafür im Jahr 1547 eine kirchliche Konferenz ein. Jede Woche reservierte einen Tag dafür, sich ihre Schilderungen ihrer Lebensumstände und ihre Beschwerden über die Ausbeutung durch seine Landsleute anzuhören. Allerdings zeigte er auch Härte gegen alle, die sich der spanischen Vorherrschaft widersetzten. Im Folgejahr unterdrückte er einen Aufstand des Zapoteken.
Während seiner Regierungszeit wurde die Souveränität der Krone überall in Neuspanien durchgesetzt und die Macht der ersten Konquistadoren gebrochen. Als fähiger und ehrlicher Vizekönig regierte Mendoza mit Gerechtigkeit, Effizienz und Mitgefühl. Er förderte den Bau von Krankenhäusern und Schulen und setzte sich für Verbesserungen in der Landwirtschaft und im Bergbau ein. Unter seiner Regierung wurde viel getan, um Stabilität und Frieden in Neuspanien zu erreichen. Im Jahre 1536 begann er mit der Prägung von Silber- und Kupfermünzen. Am 18. Mai 1541 gründete Mendoza die Stadt Valladolid (jetzt Morelia in Michoacán).

### Vizekönig und Tod in Peru
Am 4. Juli 1549 ernannte Kaiser Karl V. in Brüssel Antonio de Mendoza zum Vizekönig Perus. Obwohl dessen Gesundheit bereits angeschlagen war, akzeptierte dieser den Wechsel. Über Land reiste er von Mexiko nach Panama und von dort per Schiff nach Peru. Am 25. November 1550 traf er dort ein und nahm seine Arbeit auf. Jedoch wurde er bald krank und starb 1552 nach nur zehnmonatiger Regierungszeit. Er wurde in der Kathedrale von Lima bestattet. Luis de Velasco wurde sein Nachfolger als Vizekönig von Neuspanien.